# Cercanías San Sebastián

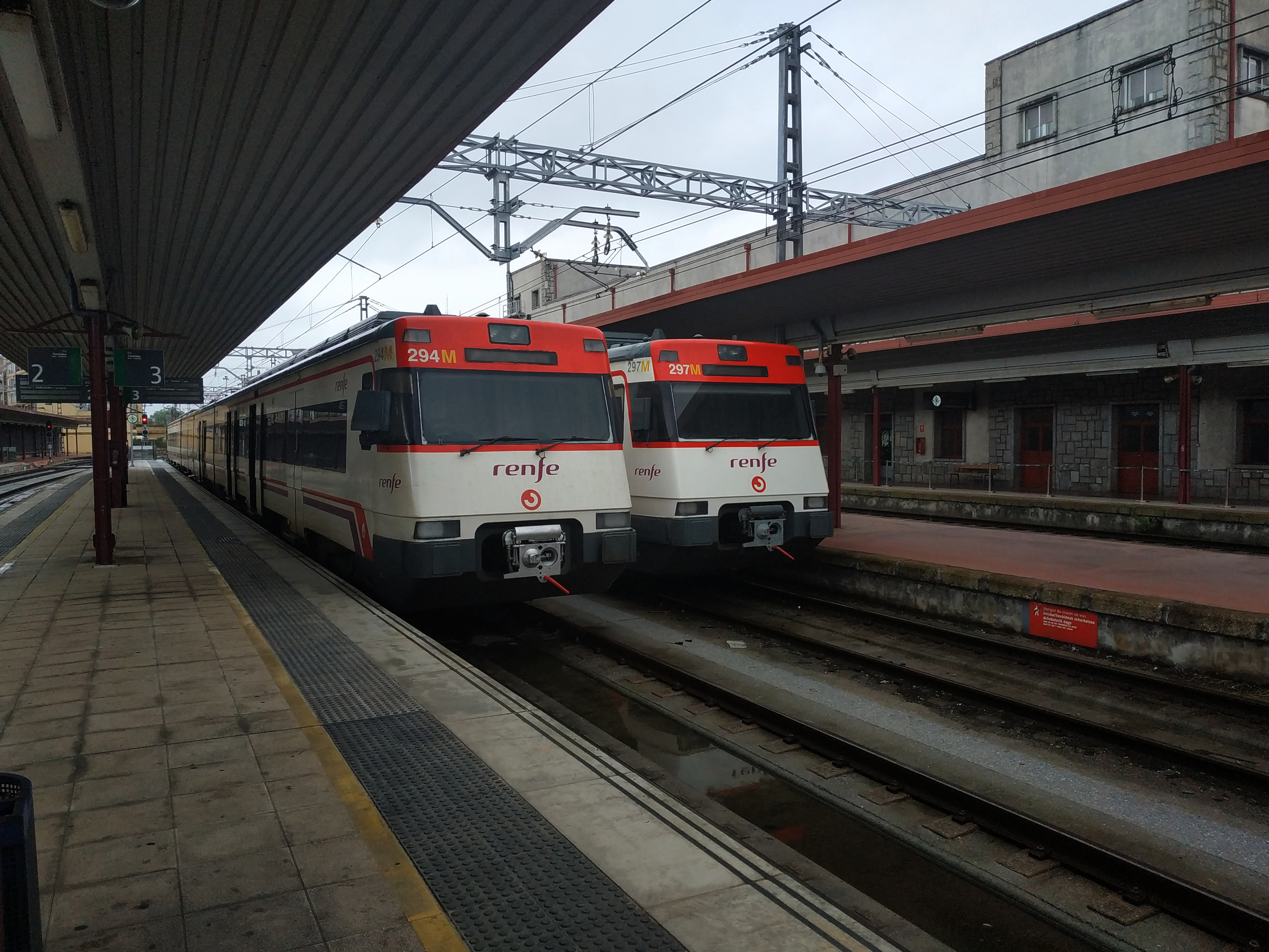
Zwei elektrische Triebzüge der RENFE-Baureihe 447 in Irun

Als Cercanías San Sebastián (baskisch Donostiako Aldiriak) werden die Schnellbahnverkehre auf der Breitspurstrecke entlang der Küste bei Donostia-San Sebastián bezeichnet. Es wird vom Eisenbahnverkehrsunternehmen Renfe betrieben.
Die einzige Linie C1 führt von Irun (an der Grenze zu Frankreich) über Donostia-San Sebastián und Tolosa nach Brinkola. Die Züge fahren dabei auf dem nordöstlichen Teil der Bahnstrecke Madrid–Hendaye. Bedient wird die Linie im 10- bis 50-Minuten-Takt.

## Linienführung
| Linie | Bahnhöfe | Eröffnung | Streckenlänge |
| ----- | --- | --------- | ------------- |
|       | Irun, Ventas de Irun, Lezo-Errenteria, Pasaia, Herrera, Intxaurrondo, Ategorrieta, Gros, Donostia-San Sebastián, Loiola, Martutene, Hernani, Hernani Erdia / Centro, Urnieta, Andoain, Andoain Erdia / Centro, Villabona-Zizurkil, Anoeta, Tolosa Erdia / Centro, Tolosa, Alegia, Ikaztegieta, Legorreta, Itsasondo, Ordizia, Beasain, Ormaiztegi, Zumarraga, Legazpi, Brinkola | 1990      | 80,5 km       |

## Fahrzeuge
Auf der Linie der Cercanías San Sebastián werden Züge der Baureihen 446 und 447 eingesetzt.